# 山田善春
山田善春（やまだ よしはる、1955年 - ）は、日本の理科教育者。大阪公立大学大学院理学研究科非常勤講師。朝日放送テレビ「探偵!ナイトスクープ」の理科・物理担当。

## 経歴
＜主な出典：＞
1974年大阪市立大学卒業。1980年より大阪市立の高等学校（大阪市立工芸高等学校・大阪市立高等学校・大阪市立生野工業高校）理科(物理)教諭。1992年度大阪市立高等学校教育研究会理科部部長。2001年〜2005年文部科学省子ども科学白書編集委員。2001年より全国科学教育ボランティア研究大会名誉実行委員長、2001年より朝日放送テレビ「探偵!ナイトスクープ」の理科・物理担当、2014年より大阪市立大学（現・大阪公立大学）大学院理学研究科非常勤講師。

## 著書
- 『はじめてのじっけんあそび③せいでんきっておもしろい』汐文社 1998年 ISBN 4811372085
- 『たのしくわかる物理実験事典』東京書籍 1998年（共著）ISBN 4487731380